# Beneath the Blue
Beneath the Blue, também conhecido como Way of the Dolphin (bra: Operação: Salvem os Golfinhos), é uma sequência do filme de drama  de 2010 de Michael Sellers, Eye of the Dolphin, de 2007, estrelado por Carly Schroeder. É distribuído pela Monterey Media e Quantum Entertainment. O filme foi escrito pelo mesmo escritor do filme anterior, Wendell Morris. O filme é estrelado por Paul Wesley, Caitlin Wachs e David Keith. Uma então desconhecida Samantha Jade faz sua estréia no cinema. O filme foi lançado em 24 de outubro de 2010.

## Sinopse
Pesquisadores de golfinhos suspeitam que o programa de sonar da Marinha dos EUA esteja causando mortes de golfinhos. Quando a Marinha dos EUA rapta um golfinho de pesquisa científica, uma adolescente pesquisadora de golfinhos, Alyssa Hawk, corre o risco de ser pega para salvar o golfinho.[carece de fontes?]

## Elenco
- Paul Wesley como Craig Morrison[4]
- Caitlin Wachs como Alyssa Hawk
- David Keith como Dr. Hawk
- Michael Ironside como Blaine
- Ivana Miličević como Gwen
- George Harris como Daniel
- Christine Adams como Tamika
- Samantha Jade como Kita
- Leah Eneas como Duvey